# Wadi Abu Erouq

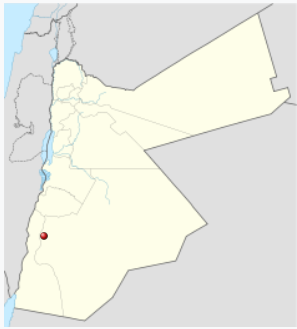
Hartă care arată locația Wadi Abu Erouq în Iordania

Wadi Abu Erouq este un wadi în sudul Iordaniei.